# Étangs du Picot
Les étangs du Picot désignent un ensemble de quatre étangs situés en Ariège dans la vallée de Vicdessos, dans les Pyrénées.

## Géographie
Sur la commune d'Auzat, les étangs du Picot se situent dans une vallée secondaire et typique du haut vicdessos ou à chaque étage se blottit un étang. Les quatre étangs sont séparés par des cassures verrous glaciaires abritant des cascades.
Le dernier des quatre étangs baigne dans un cirque rocheux austère, dominé par les sommets du Picot 2 707 m et du Malcaras 2 865 m.

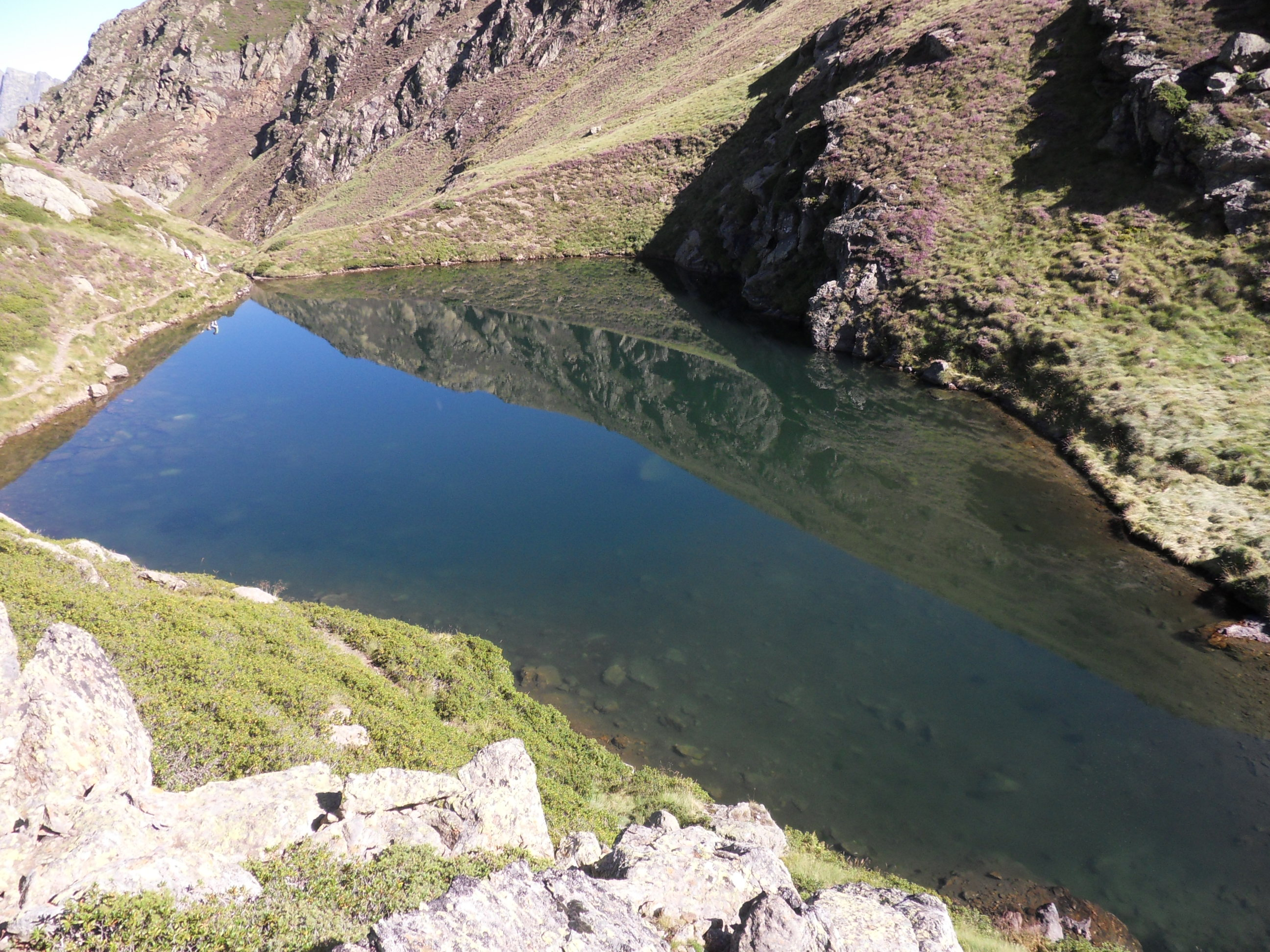
Premier étang du Picot, 2040 m

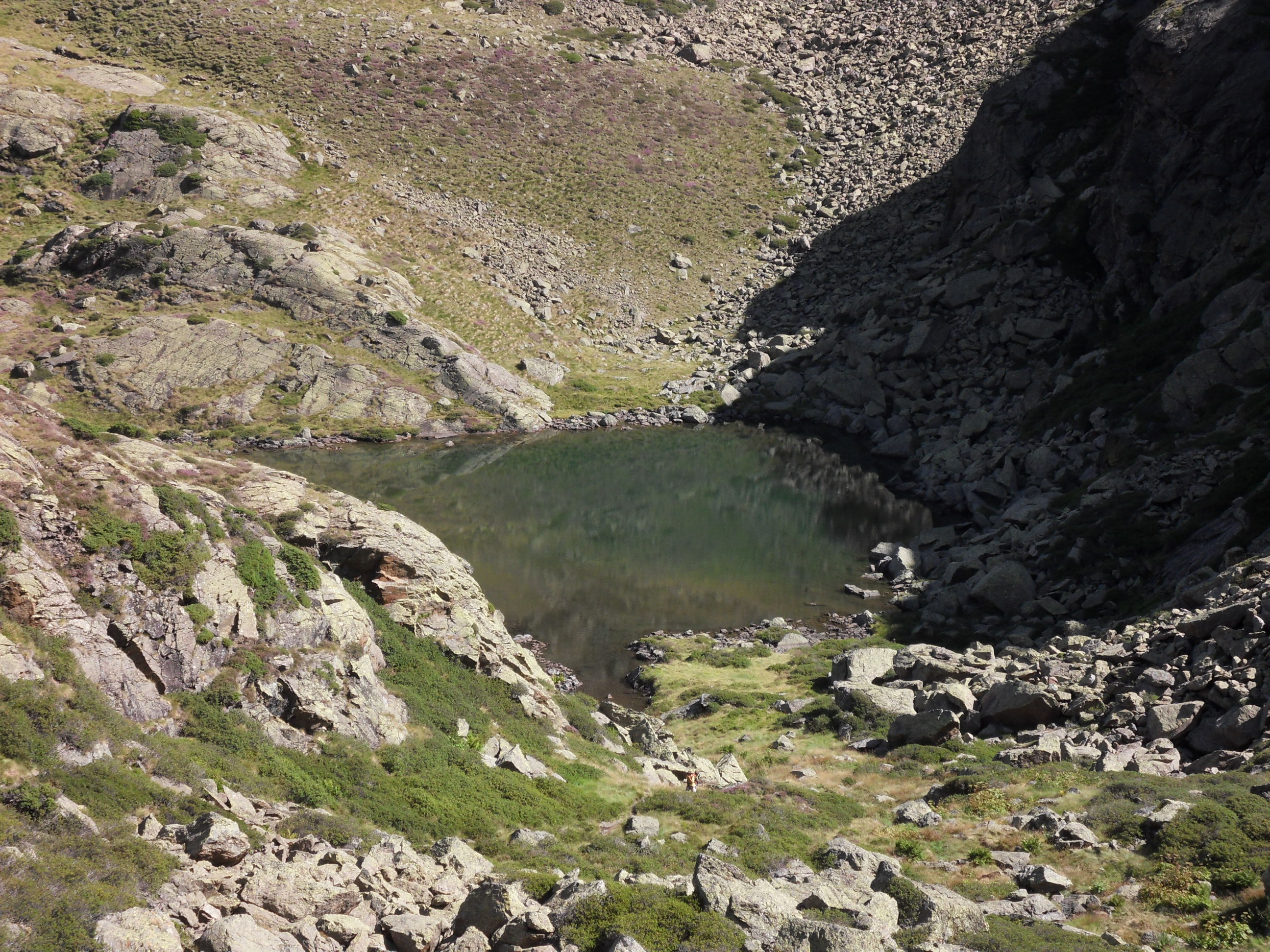
Second étang du Picot, 2163 m

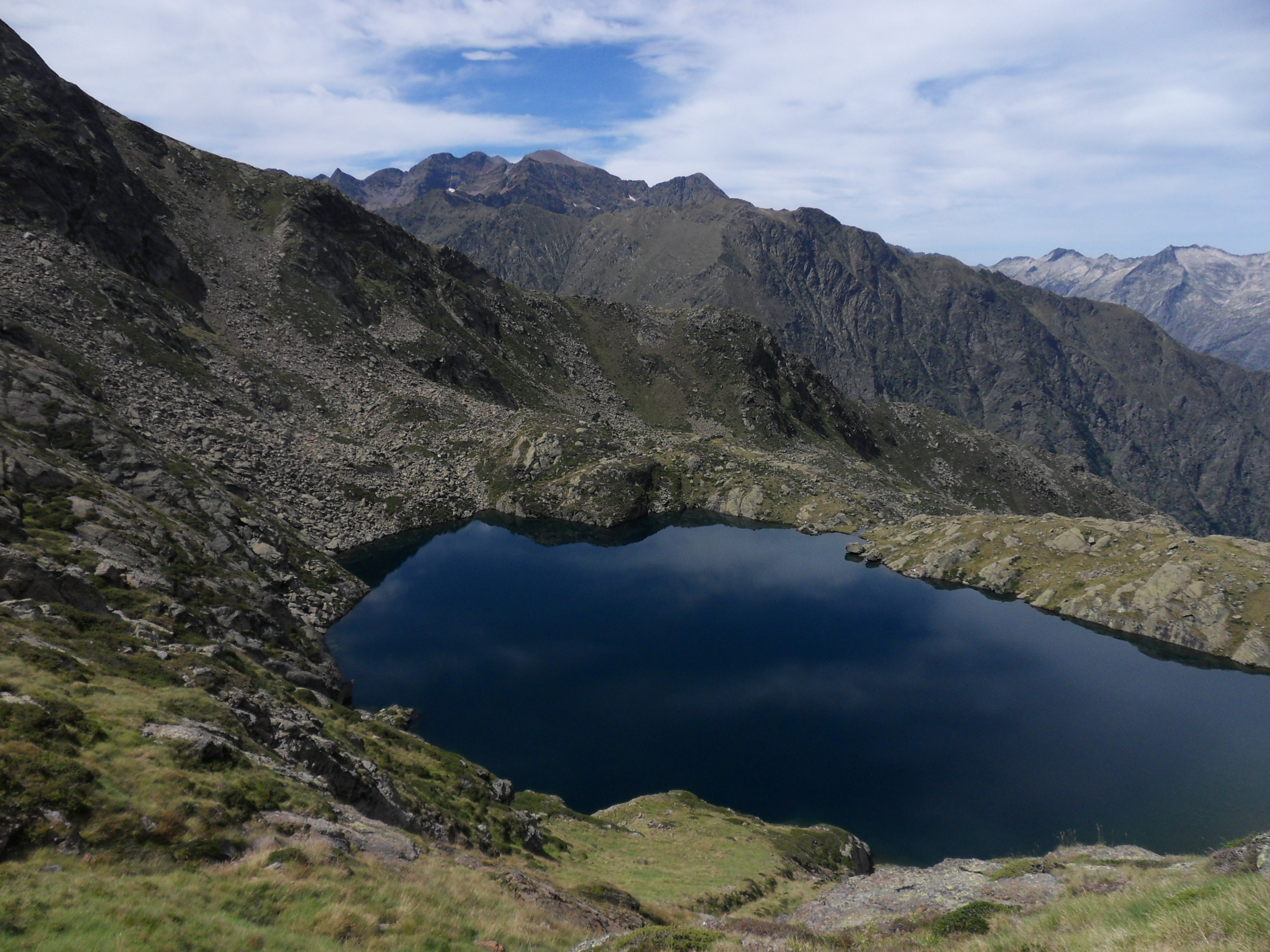
Troisième étang du Picot, 2286 m

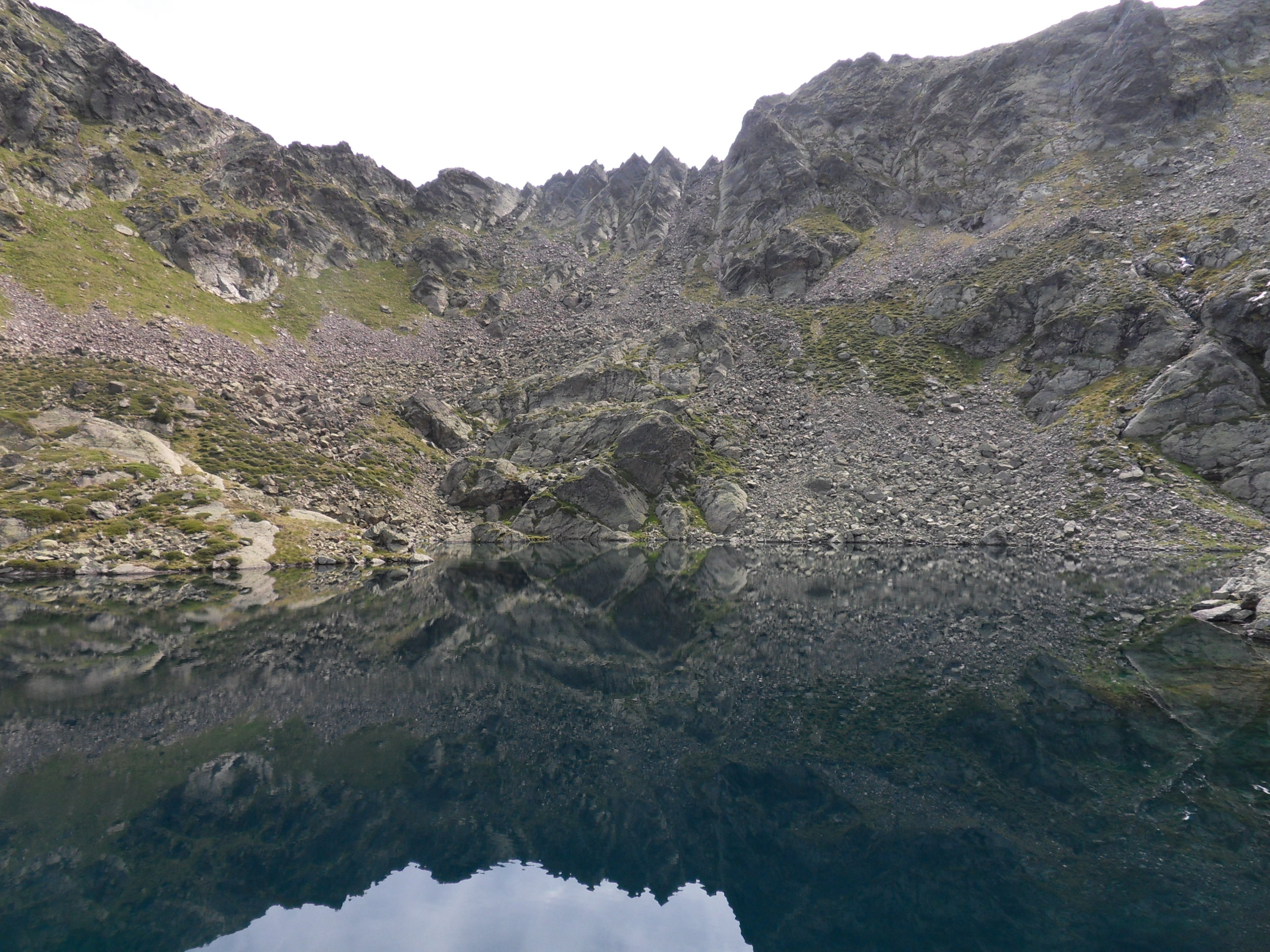
Quatrième étang du Picot, 2416 m

### Hydrographie
Le troisième lac est le plus grand (5,7 ha) et le plus profond (de 30 à 40 mètres).
Les étangs du Picot se déversent dans le ruisseau du Picot qui envoie ses eaux dans le torrent de Vicdessos en amont du hameau de Mounicou au lieu-dit 'Le Pla de l'Isard'.

## Faune
D’une superficie d’environ 0,3 hectare pour le plus petit à 5,7 hectare pour le plus grand, on y observe des truites fario et saumons de fontaine.

## Voies d'accès
Le dernier des quatre lacs est accessible en trois heures pour les bons marcheurs : le chemin débute deux cents mètres avant le barrage de Soulcem à 1600 m d'altitude. Le sentier est d'abord quasi horizontal, puis parvenu au bord du torrent du Picot, le chemin, balisé et parsemé de cairns, longe le ruisseau du Picot, en rive gauche, sur une pente relativement raide au milieu des chaos rocheux et rhododendrons.
Le chemin est une variante du GRT 64 vers ou en provenance du refuge gardé de l'étang Fourcat.

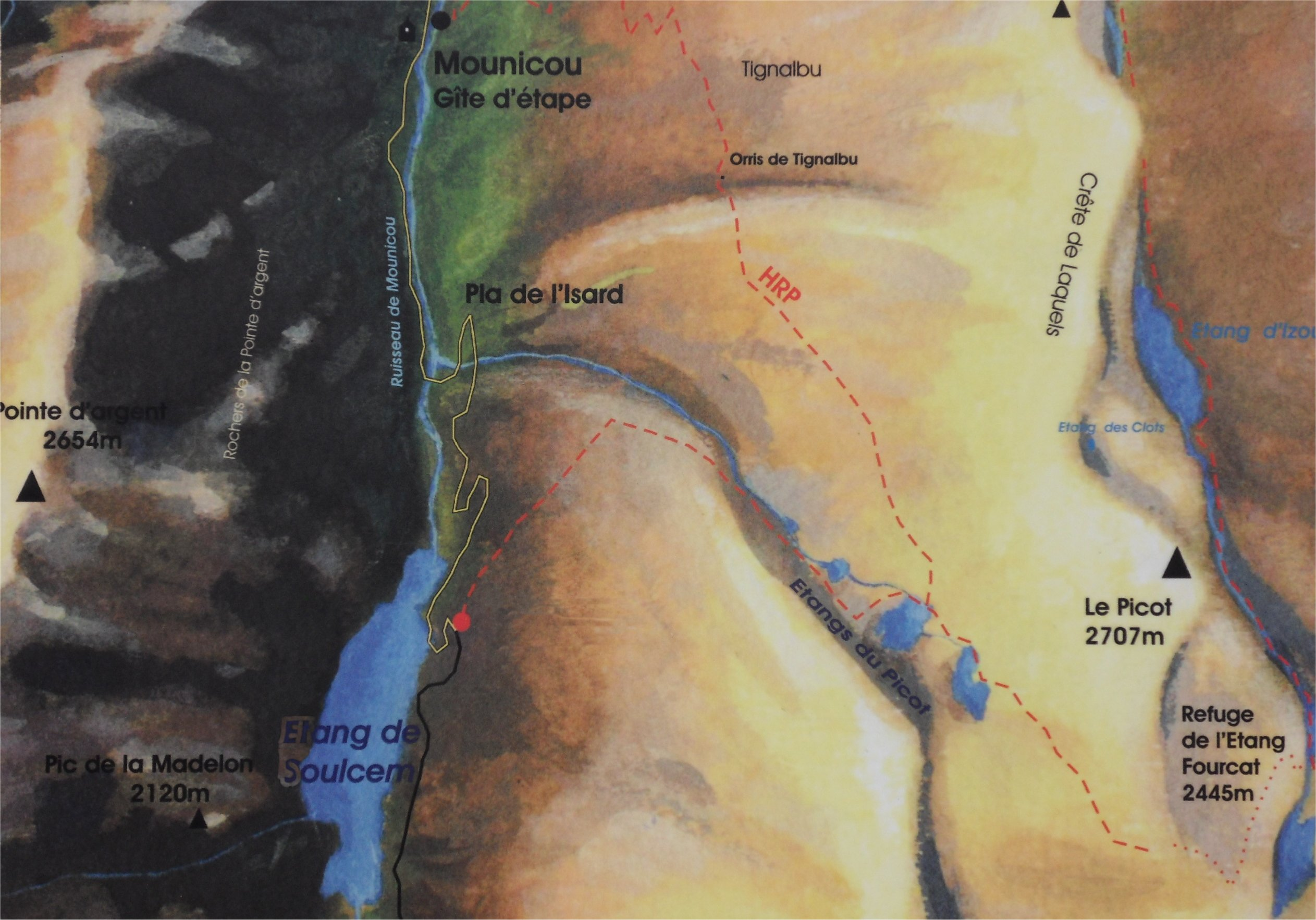
Itinéraire de la randonnée vers les étangs du Picot depuis le barrage de Soulcem

Les étangs sont situés dans le périmètre du parc naturel régional des Pyrénées ariégeoises.